# 630

## Събития
- Град Мека се предава пред армията на Мохамед

## Родени
- 7 ноември – Констант II, византийски император